# Carbammilfosfato
Il carbamilfosfato è il prodotto delle reazioni catalizzate dall'enzima carbammilfosfato sintetasi I durante il ciclo dell'urea nei mitocondri delle cellule epatiche. 
In una sequenza di reazioni lo ione ammonio prodotto dal catabolismo degli amminoacidi, si lega al bicarbonato, prodotto nel ciclo di Krebs previa attivazione di questo con una molecola di ATP, e si forma una molecola di carbammato che viene attivata ancora usando un'altra molecola di ATP. Il prodotto di questa reazione è proprio il carbammilfosfato.
Il carbamilfosfato può essere anche sintetizzato nel citosol dalla carbamil fosfato sintetasi II (CPS II) come precursore per la sintesi de novo delle pirimidine.